# Het Laatste Avondmaal (Jezus)

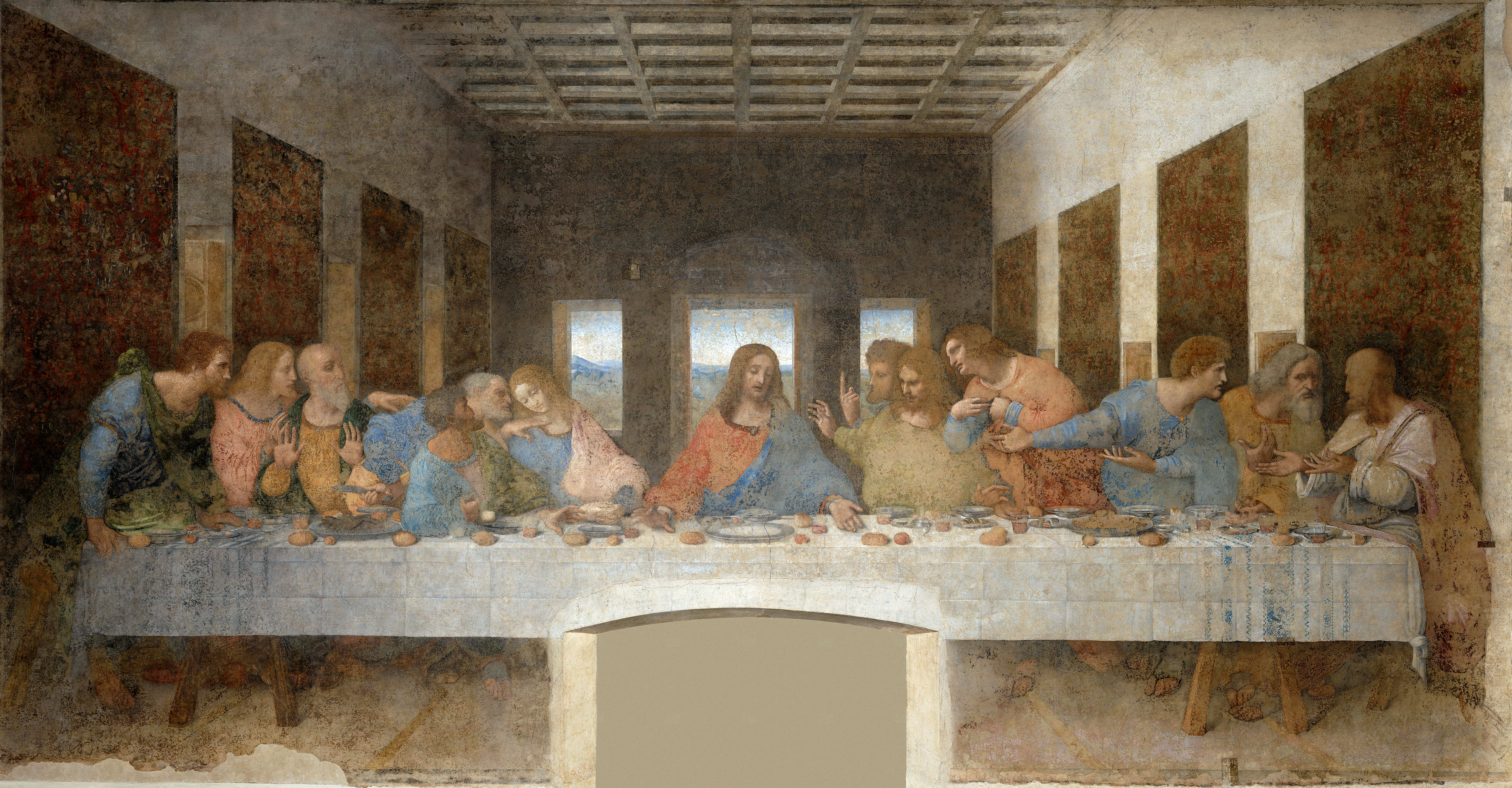
Het Laatste Avondmaal door Leonardo da Vinci (1452-1519), fresco in de refter van het klooster Santa Maria delle Grazie in Milaan.

Het Laatste Avondmaal was volgens het Nieuwe Testament de maaltijd die Jezus van Nazareth ter gelegenheid van het joodse Pesach gebruikte met zijn apostelen. Dit was op de avond vóór de dag waarop hij aan het kruis stierf (ca. 30 n.Chr.) en twee dagen voor zijn herrijzenis. Tijdens deze maaltijd voorzegde Jezus dat één van zijn apostelen hem zou uitleveren en stelde hij de Eucharistie of het Heilig Avondmaal in. Aan het einde van deze maaltijd voorzegde hij de verloochening van Petrus.
Het Laatste Avondmaal is een van de vroegst beschreven gebeurtenissen uit het leven van Jezus, namelijk in 1 Korintiërs 11:23–26, in een brief van de apostel Paulus, een van de oudste delen van het Nieuwe Testament. Het is een zeldzaam voorbeeld van een gebeurtenis uit het leven van Jezus die ook buiten de canonieke evangeliën wordt beschreven. Het Laatste Avondmaal staat beschreven in alle vier evangeliën (Matteüs 26:17–35, Marcus 14:12–31, Lucas 22:7–38 en Johannes 13:1–17:38). De verhalen verschillen op onderdelen.
In het onderzoek naar de historische Jezus wordt over het algemeen aangenomen dat Jezus inderdaad een laatste maaltijd had met zijn leerlingen.

## Passieverhaal
Het verhaal over het Laatste Avondmaal is een passieverhaal. Deze verhalen beginnen met intocht van Jezus in Jeruzalem en eindigen met zijn kruisiging en graflegging. Soms wordt ook zijn opstanding of zelfs het geven van de 'grote opdracht' nog tot de passieverhalen gerekend.

## Vergelijking
De evangeliën vertellen het verhaal van het Laatste Avondmaal op verschillende manieren en in verschillende volgorden. De evangeliën volgens Matteüs en Marcus lijken het meest op elkaar en slechts enkele details verschillen. Marcus noemt in tegenstelling tot Matteüs niet de expliciete ontkenning door Judas dat hij Jezus zal verraden en uitleveren aan degenen die uit zijn op Jezus' terechtstelling. Evenmin dat Jezus' bloedoffer bedoeld was voor vergeving van zonden. Het Evangelie volgens Lucas heeft een andere volgorde en voegt twee passages toe: Jezus zei dat de 12 discipelen in zijn toekomstige koninkrijk koningen van Israël zullen zijn en naderhand beval hij hen expliciet om zich te bewapenen. Het Johannesevangelie wijkt zoals gebruikelijk significant af van de synoptische evangeliën: de Pesachbereiding is vervangen door een proloog, gevolgd door een voetwassing tijdens een 'gewone' maaltijd (geen Pesach) die voor het Pesachmaal plaatsvond in plaats van erna, waarna Jezus zijn uitlevering voorspelde. Tijdens deze maaltijd, waaruit de Heilige Communie (katholieke term) voortkwam, of het Heilig Avondmaal (protestantse term), gaf Jezus meer details over hoe hij zou worden uitgeleverd en wees Judas expliciet aan als de latere verrader. Hij gaf meer informatie over de toekomst en extra instructies aan de discipelen over wat zij moesten doen zodra hij er niet meer was. Alle vier evangeliën eindigen met de door Jezus voorspelde verloochening van Petrus. In 1 Korintiërs verhaalt Paulus, die pas na Jezus' dood volgeling van hem werd, over het breken van het brood door Jezus en het nemen van de beker. Deze passage lijkt tekstueel het meest op de versie van Lucas: in beide gebood Jezus de handeling rond brood en wijn te blijven herhalen om hem te gedenken. 
Onderstaande vergelijking is gemaakt op basis van de Nieuwe Bijbelvertaling (2004).
| Matteüs | Marcus | Lucas | Johannes | 1 Korintiërs |
| --- | --- | --- | --- | --- |
| Matteüs 26:17–19 Pesachbereiding - Het was de eerste dag van ongedesemd brood. - De discipelen vroegen Jezus: 'Waar moeten we het pesachmaal voorbereiden?' - Jezus: 'Ga naar de stad en zeg tegen de persoon die jullie bekend is: 'De meester zegt: Mijn tijd is nabij, ik wil met mijn discipelen bij jou pesach eten.' - De discipelen gingen en maakten pesach. | Marcus 14:12–16 Pesachbereiding - De eerste dag van ongedesemd brood en de pesachlamslacht brak aan. - De discipelen vroegen Jezus: 'Waar moeten we het pesachmaal voorbereiden?' - Jezus stuurde 2 discipelen op pad: 'Volg de kruikman en vraag de huismeester: 'Waar is het gastenvertrek?' Hij wijst je naar de bovenzaal.' - 2 discipelen gingen en maakten pesach.                                                                             | Lucas 22:7–13 Pesachbereiding - De eerste dag van ongedesemd brood en de pesachlamslacht brak aan. - Jezus: 'Petrus en Johannes, ga pesach maken.' - Petrus en Johannes: 'Waar?' - Jezus: 'Volg de kruikman en vraag de huismeester: 'Waar is het gastenvertrek?' Hij wijst je naar de bovenzaal.' - Petrus en Johannes gingen en maakten pesach. | Johannes 13:1–2 Proloog - Verteller: 'Het was kort voor pesach. Jezus wist dat hij binnenkort naar de Vader zou terugkeren. Hij had zijn volgelingen lief en zou voor hen tot het uiterste gaan.' - Verteller: 'De duivel nam bezit van Judas.' | |
| Matteüs 26:20–25 Uitlevering voorspeld - 's Avonds gingen Jezus en de 12 discipelen aanliggen. - Jezus tijdens maaltijd: 'Een van jullie zal mij uitleveren.' - Discipelen droevig, vroegen Jezus omstebeurt: 'Ik toch niet, Heer?' - Jezus: 'Wie samen met mij zijn brood in de kom doopte zal mij uitleveren.' - Jezus: 'De Mensenzoon zal heengaan zoals staat geschreven, maar wee de mens die hem uitlevert; die had beter nooit geboren kunnen worden.' - Judas: 'Ik toch niet, rabbi?' Jezus: 'Jij zegt het.' | Marcus 14:17–21 Uitlevering voorspeld - 's Avonds gingen Jezus en de 12 discipelen aanliggen. - Jezus tijdens maaltijd: 'Een van jullie zal mij uitleveren.' - Discipelen droevig, vroegen Jezus omstebeurt: 'Ik ben het toch niet?' - Jezus: 'Het is een van jullie twaalf die met mij uit dezelfde kom eet.' - 'De Mensenzoon zal heengaan zoals staat geschreven, maar wee de mens die hem uitlevert; die had beter nooit geboren kunnen worden.' | Lucas 22:14–20 Communie, Avondmaal - Jezus en de apostelen gingen aanliggen. - Jezus: 'Ik had hiernaar verlangd, want ik zal geen pesachmaal meer eten totdat het koninkrijk van God er is.' - Jezus nam de beker: 'Neem en geef door. Ik zal geen wijn meer drinken totdat het koninkrijk van God er is.' - Jezus brak brood en deelde het uit: 'Dit is mijn lichaam, doe dit, telkens opnieuw, om mij te gedenken.' - Jezus na maaltijd: 'Deze beker is het nieuwe verbond dat door mijn bloed gesloten wordt.'                                                                     | Johannes 13:2–17 Voetwassing - Jezus en de discipelen hielden een maaltijd. - Jezus stond op, kleedde zich om en ging de voeten van de discipelen wassen. - Petrus: 'U wilt toch niet mijn voeten wassen, heer?' Jezus: 'Later zul je begrijpen waarom.' Petrus: 'Nee, niet doen!' Jezus: 'Anders kun je mij niet horen.' Petrus: 'Doe dan ook mijn handen en hoofd.' Jezus: 'Jullie zijn niet allemaal rein,' want hij wist wie hem zou verraden. - Jezus na wassen: 'Begrijpen jullie wat ik gedaan heb? Als ik als jullie Heer en meester jullie voeten heb gewassen, moeten jullie ook elkaars voeten wassen. Jullie moeten mijn voorbeeld volgen. Als je dat begrijpt en ernaar handelt, zul je gelukkig zijn.' | |
| Matteüs 26:26–30 Communie, Avondmaal - Jezus brak brood en deelde uit: 'Eet, dit is mijn lichaam.' - Jezus deelde beker rond: 'Drink hieruit, dit is mijn bloed, het bloed van het verbond dat voor velen wordt vergoten tot vergeving van zonden. Ik zal vanaf vandaag geen wijn meer drinken totdat ik met jullie drink in mijn Vaders koninkrijk.' - Jezus en de discipelen zongen de lofzang. | Marcus 14:22–25 Communie, Avondmaal - Jezus brak brood en deelde uit: 'Neem, dit is mijn lichaam.' - Jezus nam de beker, deelde rond en allen dronken eruit. Jezus: 'Dit is mijn bloed, het bloed van het verbond, dat voor velen vergoten wordt. Ik zal geen wijn meer drinken totdat ik drink in het koninkrijk van God.' - Jezus en de discipelen zongen de lofzang.                                                                              | Lucas 22:21–24 Uitlevering voorspeld - Jezus: 'Degene die mij zal uitleveren is hier aan tafel.' - Jezus: 'De Mensenzoon moet heengaan zoals bepaald, maar wee de mens die hem uitlevert.' - De discipelen vroegen zich onderling af wie zoiets zou doen en wie van hen de belangrijkste was. | Johannes 13:17–35 Uitlevering voorspeld - Jezus: 'Niet jullie allemaal, ik weet wie ik heb uitgekozen. De Schrift zal in vervulling gaan: 'Hij die at van mijn brood heeft zich tegen mij gekeerd.' (Psalm 41:10) Ik voorspel dat nu, zodat jullie mij achteraf zullen geloven.' - Jezus: 'Wie mijn gezanten ontvangt, ontvangt mij en wie mij ontvangt ontvangt wie mij gezonden heeft.' - Jezus bedroefd: 'Een van jullie zal mij verraden.' - De discipelen vroegen zichzelf af wie. Petrus maande de discipel van wie Jezus hield om hem te vragen wie. - Jezus: 'Degene wie ik het stuk brood geef dat ik nu in de schaal doop.' - Hij gaf het aan Judas, van wie duivel bezit nam. Jezus: 'Doe maar meteen wat je van plan bent.' De discipelen snapten dit niet, sommigen dachten dat Judas als penningmeester pesachinkopen moest doen of aalmoezen geven. Judas nam het brood en ging weg. - Jezus: 'Gods grootheid is nu door de Mensenzoon zichtbaar geworden. Ik ga binnenkort weg en waar ik heen ga kunnen jullie niet komen. Nieuw gebod: Heb elkaar lief zoals ik jullie heb liefgehad.' | 1 Korintiërs 11:23–25 Communie, Avondmaal - Paulus (verteller): 'In de nacht waarin de Heer Jezus werd uitgeleverd nam hij een brood, brak het brood en zei: 'Dit is mijn lichaam voor jullie. Doe dit telkens opnieuw om mij te gedenken. - Paulus (verteller): 'Zo nam hij na de maaltijd ook de beker en hij zei: 'Deze beker is het nieuwe verbond dat door mijn bloed gesloten wordt. Doe dit, telkens als jullie hieruit drinken, om mij te gedenken. |
| Matteüs 26:26–30 Communie, Avondmaal - Jezus brak brood en deelde uit: 'Eet, dit is mijn lichaam.' - Jezus deelde beker rond: 'Drink hieruit, dit is mijn bloed, het bloed van het verbond dat voor velen wordt vergoten tot vergeving van zonden. Ik zal vanaf vandaag geen wijn meer drinken totdat ik met jullie drink in mijn Vaders koninkrijk.' - Jezus en de discipelen zongen de lofzang. | Marcus 14:22–25 Communie, Avondmaal - Jezus brak brood en deelde uit: 'Neem, dit is mijn lichaam.' - Jezus nam de beker, deelde rond en allen dronken eruit. Jezus: 'Dit is mijn bloed, het bloed van het verbond, dat voor velen vergoten wordt. Ik zal geen wijn meer drinken totdat ik drink in het koninkrijk van God.' - Jezus en de discipelen zongen de lofzang.                                                                              | Lucas 22:25–30 De 13 koningen van Israël - Jezus: 'Vorsten onderwerpen volken en noemen zich weldoener. Jullie niet! De belangrijkste moet de minste worden en de leider de dienaar. Want de aanligger is belangrijker dan de bediener. Maar ik dien jullie.' - Jezus: 'Jullie zijn in al mijn beproevingen steeds bij mij gebleven. Ik bestem jullie voor het koningschap, zoals mijn Vader mij voor het heeft koningschap bestemd: jullie zullen in mijn koninkrijk eten en drinken aan mijn tafel, en zetelen op een troon om recht te spreken over de twaalf stammen van Israël.' | Johannes 13:17–35 Uitlevering voorspeld - Jezus: 'Niet jullie allemaal, ik weet wie ik heb uitgekozen. De Schrift zal in vervulling gaan: 'Hij die at van mijn brood heeft zich tegen mij gekeerd.' (Psalm 41:10) Ik voorspel dat nu, zodat jullie mij achteraf zullen geloven.' - Jezus: 'Wie mijn gezanten ontvangt, ontvangt mij en wie mij ontvangt ontvangt wie mij gezonden heeft.' - Jezus bedroefd: 'Een van jullie zal mij verraden.' - De discipelen vroegen zichzelf af wie. Petrus maande de discipel van wie Jezus hield om hem te vragen wie. - Jezus: 'Degene wie ik het stuk brood geef dat ik nu in de schaal doop.' - Hij gaf het aan Judas, van wie duivel bezit nam. Jezus: 'Doe maar meteen wat je van plan bent.' De discipelen snapten dit niet, sommigen dachten dat Judas als penningmeester pesachinkopen moest doen of aalmoezen geven. Judas nam het brood en ging weg. - Jezus: 'Gods grootheid is nu door de Mensenzoon zichtbaar geworden. Ik ga binnenkort weg en waar ik heen ga kunnen jullie niet komen. Nieuw gebod: Heb elkaar lief zoals ik jullie heb liefgehad.' | 1 Korintiërs 11:23–25 Communie, Avondmaal - Paulus (verteller): 'In de nacht waarin de Heer Jezus werd uitgeleverd nam hij een brood, brak het brood en zei: 'Dit is mijn lichaam voor jullie. Doe dit telkens opnieuw om mij te gedenken. - Paulus (verteller): 'Zo nam hij na de maaltijd ook de beker en hij zei: 'Deze beker is het nieuwe verbond dat door mijn bloed gesloten wordt. Doe dit, telkens als jullie hieruit drinken, om mij te gedenken. |
| Matteüs 26:31–35 Verloochening voorspeld - Jezus voorspelde de verloochening van Petrus. | Marcus 14:26–31 Verloochening voorspeld - Jezus voorspelde de verloochening van Petrus. | Lucas 22:31–34 Verloochening voorspeld - Jezus voorspelde de verloochening van Petrus. | Johannes 13:36–38 Verloochening voorspeld - Jezus voorspelde de verloochening van Petrus. | |
| Matteüs 26:31–35 Verloochening voorspeld - Jezus voorspelde de verloochening van Petrus. | Marcus 14:26–31 Verloochening voorspeld - Jezus voorspelde de verloochening van Petrus. | Lucas 22:35–38 Bewapening - Jezus: 'Neem je geldbuidel, reistas en zwaard mee. Als je geen zwaard hebt, koop er een van je mantel. Hiermee gaat een profetie in vervulling.' (Jesaja 53:12) - Discipelen: 'Kijk Heer, hier zijn twee zwaarden.' - Jezus: 'Genoeg hierover!' | Johannes 13:36–38 Verloochening voorspeld - Jezus voorspelde de verloochening van Petrus. | |

## Interpretatie

### Chronologie
In het jodendom eindigt een dag na zonsondergang, waarmee de volgende dag begint. Volgens Matteüs, Marcus en Lucas gingen de discipelen op de voorbereidingsdag van Pesach, de dag van het ongedesemd brood waarop het lam voor Pesach (paaslam) wordt geslacht, het Pesachmaal bereiden. Die (donderdag)avond na zonsondergang aten Jezus en zijn discipelen het Pesachmaal; zodoende was dat de sederavond. Het Johannesevangelie beweert (13:1) dat het echter nog geen Pesach was. In tegenstelling tot de synoptici wordt hier niet vermeld dat de discipelen het Pesachmaal gingen bereiden. De maaltijd die Johannes beschrijft en Jezus 's nachts (13:30) met hen nuttigde (13:2) leek verder geen symbolische betekenis te hebben. Er wordt door Jezus ook geen nieuwe symbolische betekenis aan gegeven; in plaats daarvan waste hij de voeten van de discipelen. Bovendien vermeldt Johannes 19:14 dat enkele uren later het proces tegen Jezus bij Pontius Pilatus plaatsvond 'rond het middaguur op de voorbereidingsmiddag van Pesach'. Dit geeft aan dat in het Johannesevangelie Pesach een dag later plaatsvond dan in de synoptische evangeliën. Bovendien werd Jezus volgens Marcus 15:25 al om 9 uur 's ochtends na het Pesachmaal (vrijdagochtend, tijdens Pesach) gekruisigd, terwijl volgens Johannes 19:14 het proces tegen Jezus rond 12 uur 's middags (vrijdagmiddag, de dag vóór Pesach) na de maaltijd nog steeds bezig was en hij nog niet gekruisigd was. In Johannes 19:18 wordt Jezus gekruisigd, in 19:30 sterft Jezus en in 19:31 en 19:42 wordt verteld dat het de voorbereidingsdag van een speciale sabbat was (omdat dat jaar Pesach samenviel met de sabbat). Jezus stierf volgens het Evangelie van Johannes dus voordat de sederavond zou beginnen op vrijdag na zonsondergang, terwijl volgens de andere evangeliën Jezus nog leefde tijdens de sederavond: hij hield op donderdag na zonsondergang het Pesachmaal – het Laatste Avondmaal – met zijn discipelen (Matteüs 26:20, Marcus 14:17, Lucas 22:14). Marcus en Johannes zijn het er dus over eens dat Jezus werd gekruisigd en stierf op een vrijdag, maar spreken elkaar tegen over de vraag of die vrijdag Pesach was (Marcus) of de voorbereidingsdag voor Pesach (Johannes) en of dat jaar Pesach en de sabbat samenvielen (Johannes) of niet (Marcus).
Chronologische vergelijking tussen de passieverhalen over Jezus in de Evangeliën volgens Marcus en Johannes. Elke sectie ('1' tot '28') stelt een tijdsduur van 3 uur voor.
Apologeten hebben geprobeerd deze tegenspraak te verzoenen, maar dat is moeilijk gebleken. Verschillende Bijbelwetenschappers gaan ervan uit dat de auteur van Johannes om theologische redenen opzettelijk de chronologie heeft veranderd om zo de dag waarop Jezus werd gekruisigd te laten samenvallen met de dag waarop het Pesachlam werd geslacht. Als enige evangelie noemt Johannes Jezus regelmatig het Lam van God en de implicatie is dat Jezus het bloedoffer voor de zonden van de mensheid is dat op dezelfde dag (de voorbereidingsdag van Pesach) in dezelfde stad (Jeruzalem) en door dezelfde mensen (de Joodse leiders) wordt gebracht als het offeren van de Pesachlammeren. Daarmee wilde het Johannesevangelie geen historisch waargebeurd verhaal vertellen, maar een symbolisch verhaal dat volgens de auteur theologisch juist is.
De Amerikaanse apologeet Bryan T. Huie beweerde in 1997 dat het Laatste Avondmaal niet de sederavond van Pesach kan zijn, maar een sie'oedat siejoem (seudas) of se'oedat mitswa die de avond van 14 nisan, vastendag vanwege de eerstgeborenen, vervangt. De sie'oedas siejoem is een feestmaal dat traditioneel gevierd wordt na het afsluiten van een traktaat (masechtah) uit de Tenach of de Talmoed en op geoorloofde wijze vermijdt men zodoende te hoeven vasten, wat nu traditie is geworden.

### Communie of Avondmaal
De Eerste brief van Paulus aan de Korintiërs is de oudste bron van de vijf. Deze brief is door de apostel Paulus geschreven rond het jaar 55, ongeveer 25 jaar na de gebeurtenissen, waar hij zelf niet bij aanwezig was, maar later wel enkele van de twaalf discipelen die er waren heeft ontmoet. Het is daarmee de betrouwbaarste bron, maar het geeft ook de minste informatie, namelijk alleen over het avondmaal zelf. Omdat de details tekstueel het meest overeenkomen met het Evangelie volgens Lucas, dat rond het jaar 80 is geschreven, is het waarschijnlijk dat de versie van Lucas 1 Korintiërs heeft gebruikt als bron. In beide teksten bepaalde Jezus dat het breken en uitdelen van brood door de discipelen herhaald moest worden als ritueel om hem te gedenken, de andere drie evangeliën noemen dat niet. Verder valt op dat de evangeliën volgens Marcus (geschreven rond het jaar 70) en Matteüs (geschreven rond het jaar 80) zo sterk overeenkomen dat de laatste de eerste als bron moet hebben gebruikt. Frans Van Segbroeck (1935-2008) groepeerde ze in het in 2005 verschenen boek "Toekomst voor verhalen en rituelen?: op het snijpunt van bijbel en geloofscommunicatie" (waaraan 21 auteurs hun bijdragen leverden) daarom als de 'Lucas-Paulus-traditie' (die hij associeerde met de Syrische kerk in Antiochië) en de 'Matteüs-Marcus-traditie' (die hij associeerde met de  kerk in Jeruzalem).

## Doorwerking in het christendom
In veel christelijke kerken wordt het Heilig Avondmaal nog steeds gevierd en is een van de sacramenten van de kerk. In de oosters-orthodoxe kerken en de rooms-katholieke kerk wordt het Laatste Avondmaal herdacht in de eucharistie, waarvan de Heilige Communie een onderdeel is.
Volgens de katholieke traditie vond het Laatste Avondmaal plaats op Witte Donderdag. De bovenzaal waar het Laatste Avondmaal plaatsvond wordt coenaculum of cunaculum genoemd. Aangenomen wordt dat deze zaal op de berg Zion lag, bij Jeruzalem. De kruisvaarders maakten een kapel op de vermeende locatie. Zijn kruisiging vond plaats op Goede Vrijdag.

## Doorwerking in de kunst
Het Laatste Avondmaal is een bekend motief in de kunst, met name in de schilderkunst.

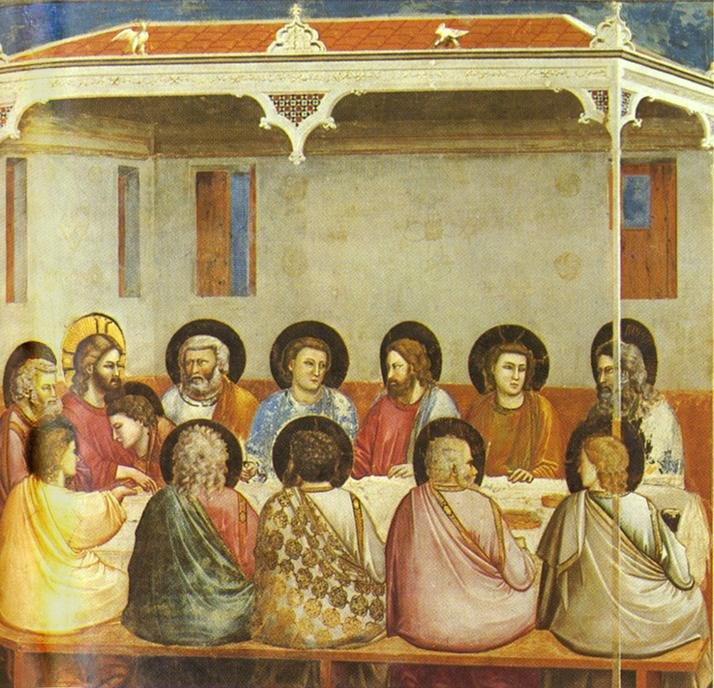
Giotto (1303-1306), Cappella degli Scrovegni in Padua.
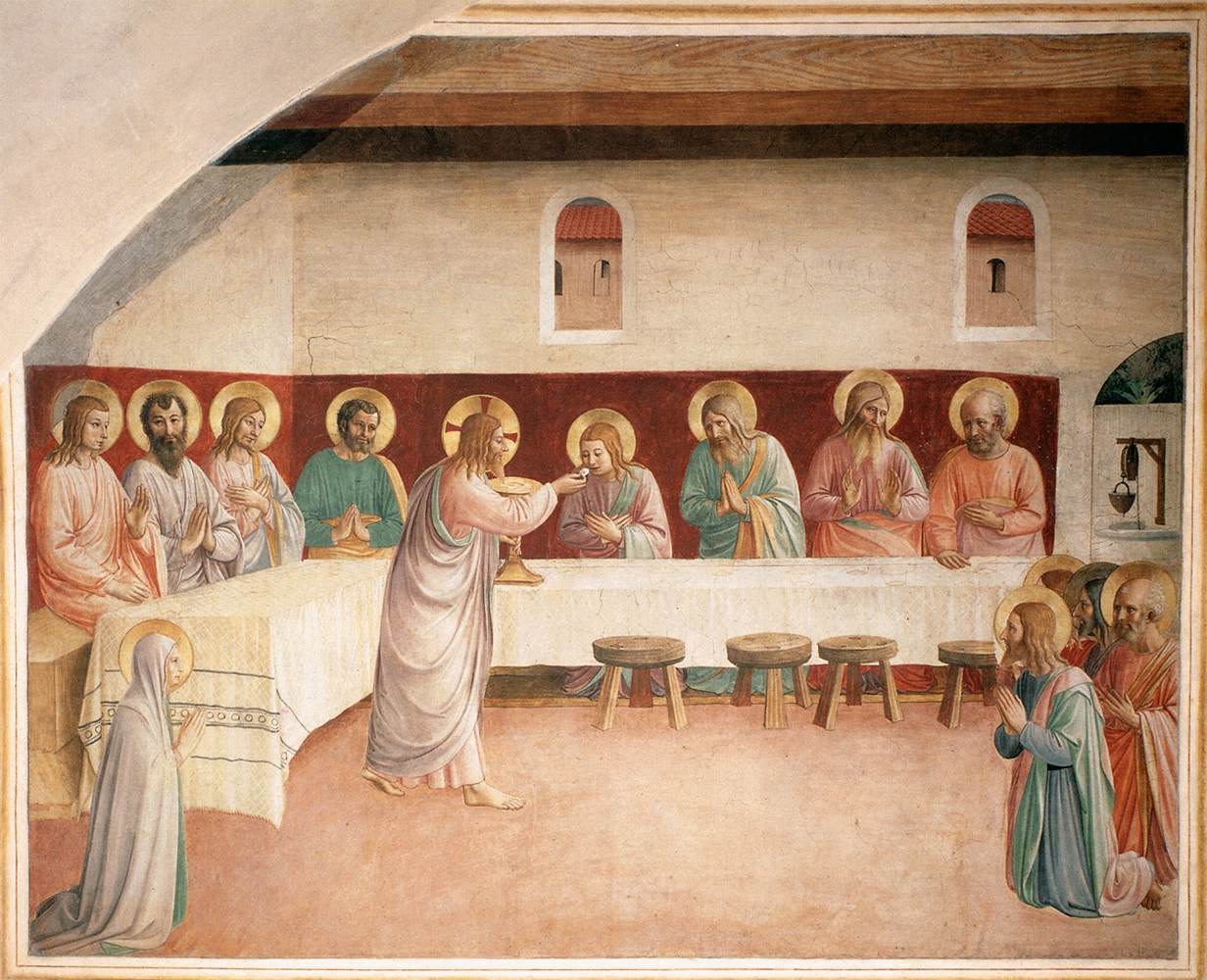
Fra Angelico, ca. 1395-1455, fresco in klooster San Marco in Florence.
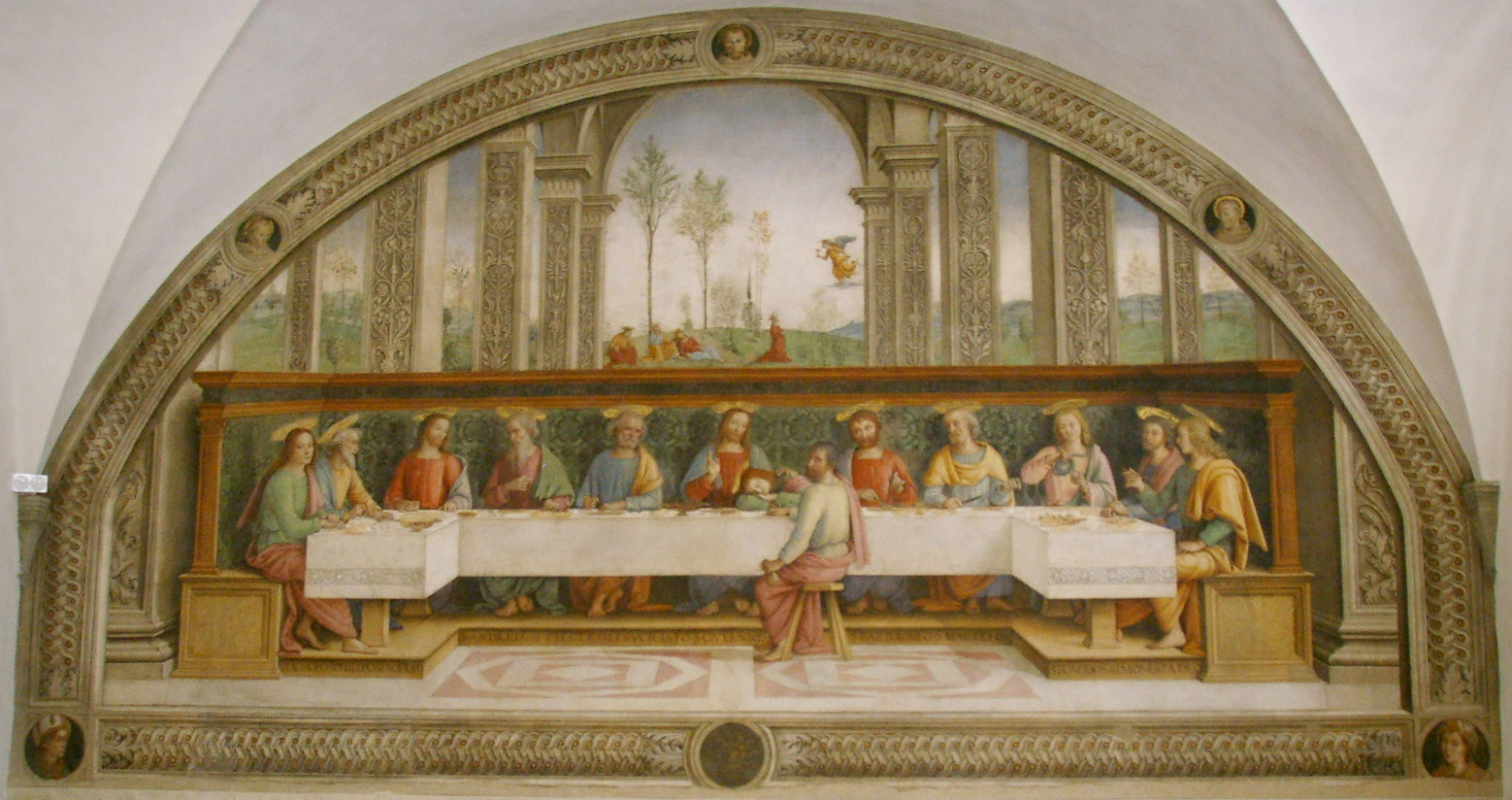
Perugino(1493 - 1496), Cenacolo di Fuligno in Florence
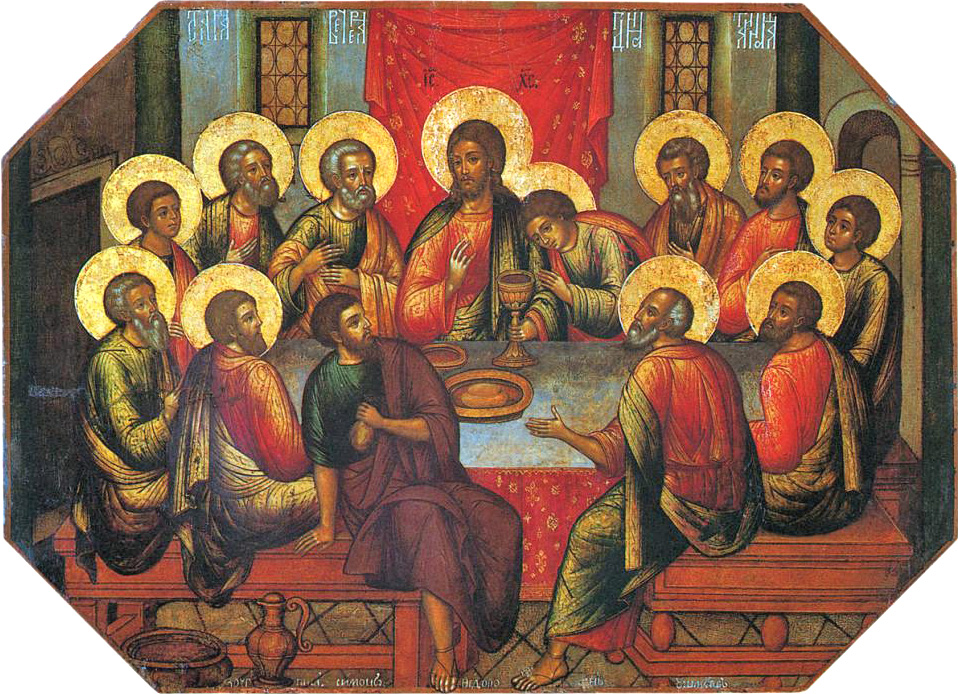
Simon Ushakov (1626-1686), 1685, icoon Moskouse school, in Sergiev Posad, kloostercomplex Troitse-Sergieva Lavra.
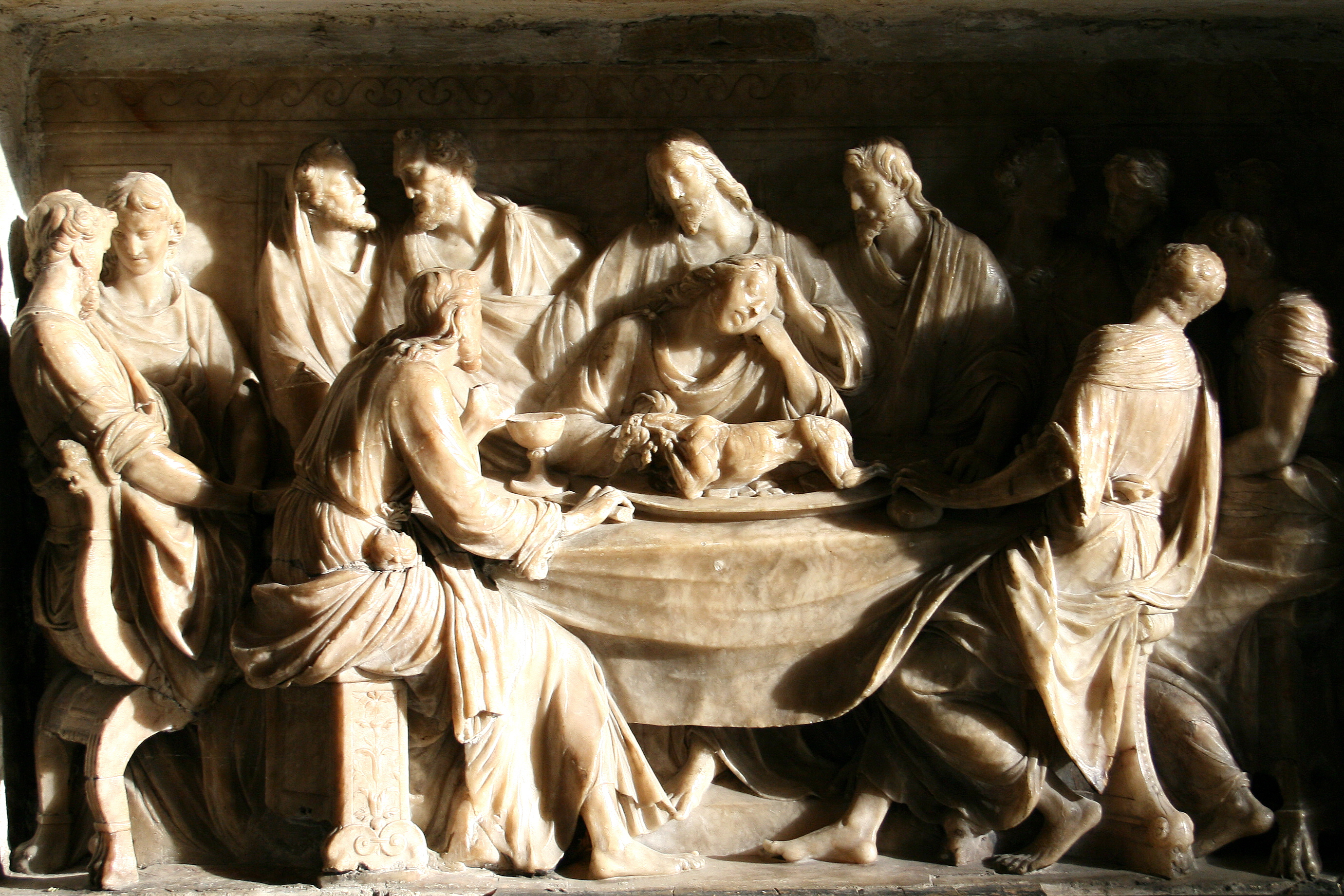
Jacques Dubrœucq (1541-1545), basreliëf Sint-Waltrudiskerk in Bergen.
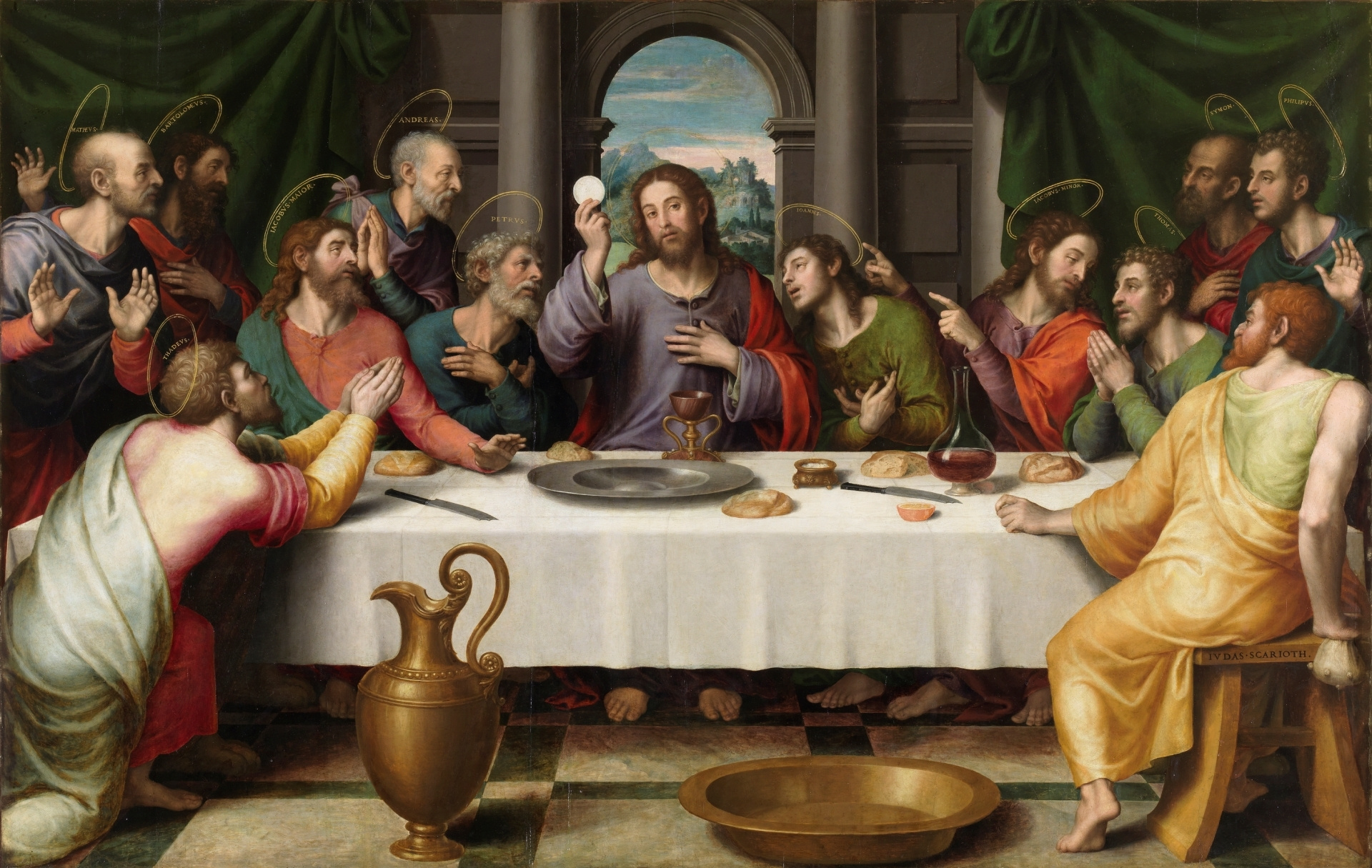
Juan de Juanes ((1510-1579), ca. 1560, Museo del Prado in Madrid.
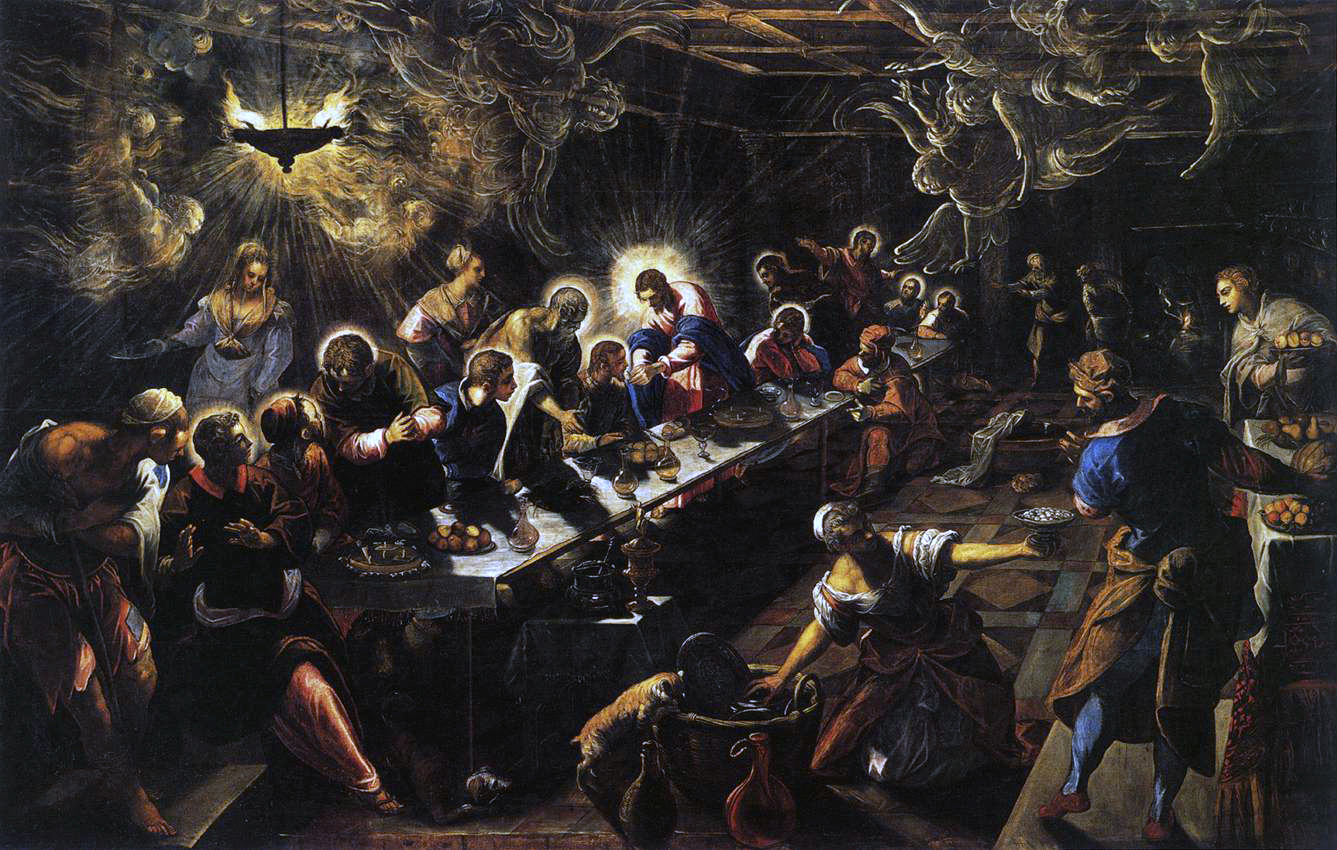
Tintoretto, Kerk van San Giorgio Maggiore in Venetië.
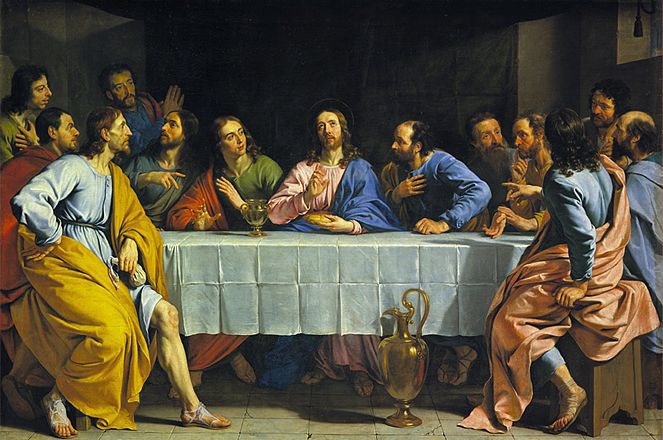
Philippe de Champaigne, ca. 1652, Museum van Schone Kunsten in Lyon.
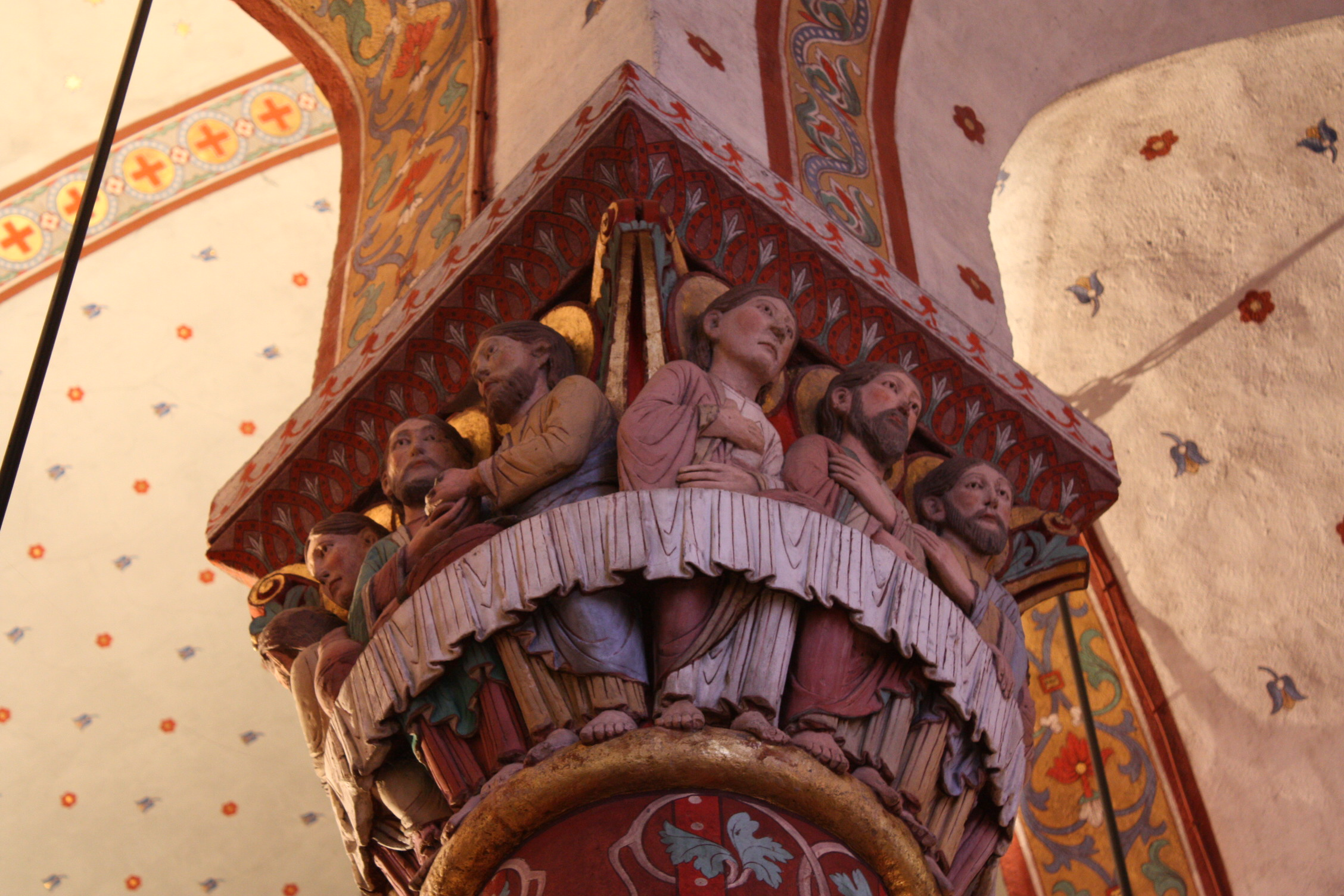
Kapiteel van romaanse kerk voor  Austremonius te Issoire.
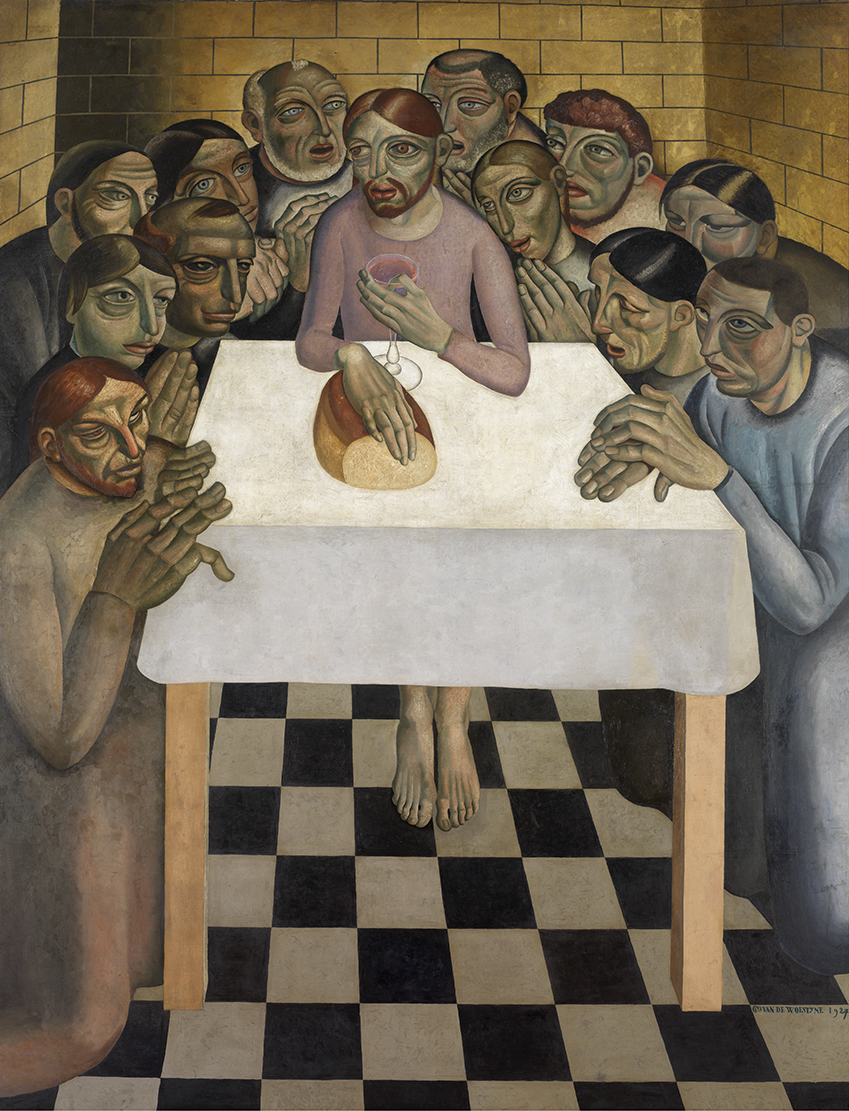
Laatste Avondmaal, Gustave van de Woestyne, 1927, Groeningemuseum in Brugge.